# Ryszard Fander

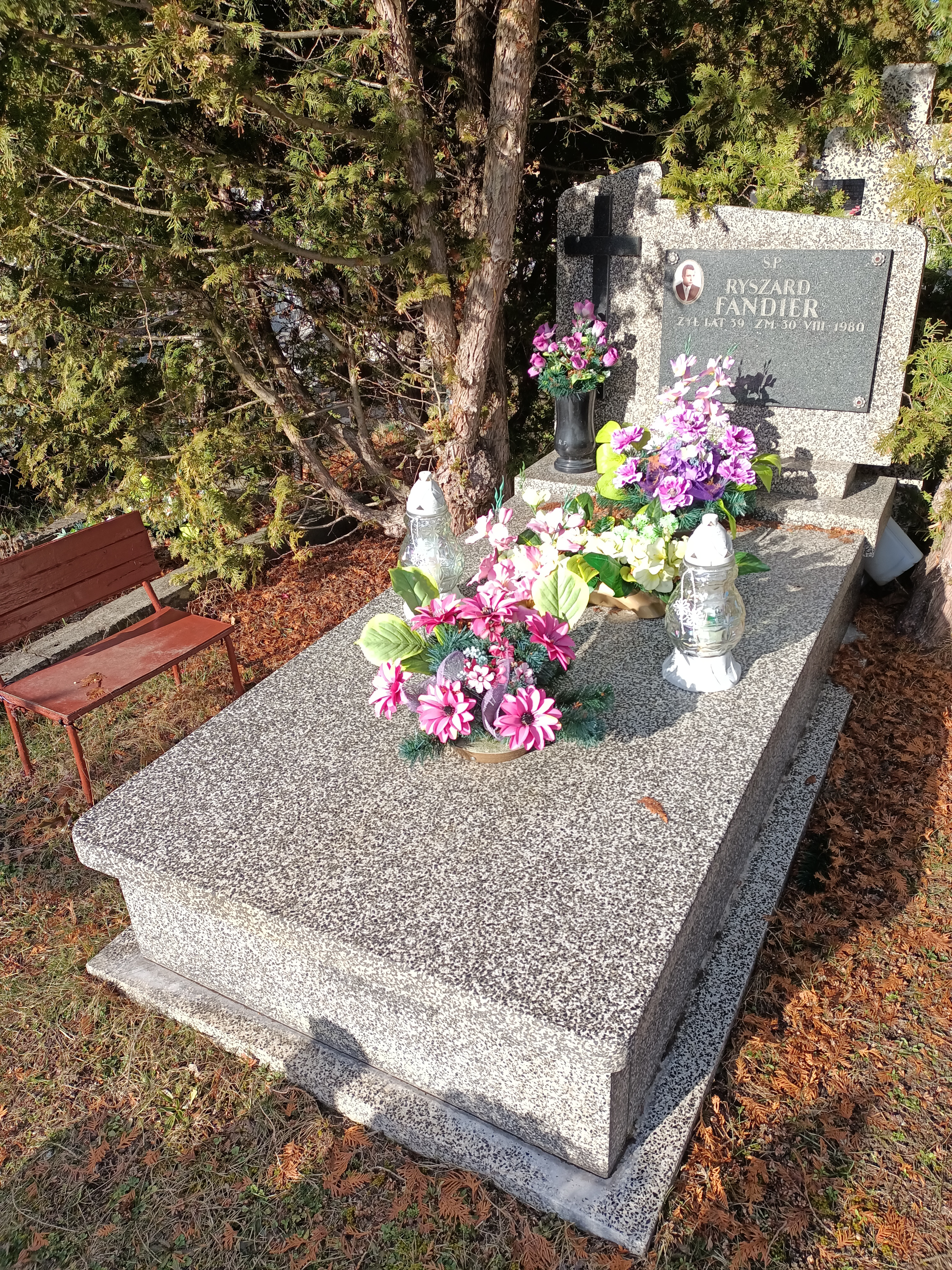
Grób Ryszarda Fandera na Cmentarzu komunalnym Północnym w Warszawie

Ryszard Zenon Fander (ur. 11 czerwca 1941 w Łodzi, zm. 30 sierpnia 1980 w Warszawie) – polski strzelec sportowy, żołnierz, olimpijczyk z Meksyku 1968.
Mistrz Polski w strzelaniu z :
- kbks-1 karabinek małokalibrowy w latach 1964-1965
- kbks-5 karabinek małokalibrowy w roku 1970.

Na igrzyskach olimpijskich w 1968 roku wystartował w strzelaniu z karabinu dowolnego dużego kalibru 3 × 40 strzałów w trzech postawach 300 m zajmując 15. miejsce oraz w strzelaniu z karabinu małokalibrowego 3 × 40 strzałów z 3 postaw 50 metrów zajmując 25. miejsce.